# Giuseppe Tavani
Giuseppe Tavani (Roma, 21 de març de 1924 - 22 de març de 2019) fou un filòleg italià.
Especialitzat en llengües romàniques, va ser catedràtic de filologia romànica de la universitat La Sapienza de Roma. Primer catedràtic de catalanística a l'estat italià, també ha estat vicepresident (1979-1985) i president (1988-1994) de l'Associació Internacional de Llengua i Literatura Catalanes, soci fundador i vicepresident de l'Associazione Italiana di Studi Catalani i director de les col·leccions filològiques Romanica Vulgaria i Quaderni di Romanica Vulgaria. Ha investigat temes de poesia medieval, poesia moderna italiana, catalana, portuguesa i hispanoamericana i ha treballat en l'elaboració i les aplicacions del mètode ritmètic per a la lectura dels texts poètics romànics medievals de Raimbaut de Vaqueiras, Ramon Vidal de Besalú, Folquet de Lunel, Marcabru, Pèire d'Alvernha, Andreu Febrer, Jordi de Sant Jordi, Lluís Pons d'Icart, Airas Nunes i altres. També ha participat en el Llibre blanc sobre la unitat de la llengua, del Segon Congrés Internacional de Llengua i Literatura Catalanes de 1986.
És doctor honoris causa per les universitats de Barcelona, Santiago de Compostel·la i Lisboa. Des del 1992 és membre corresponent de la Secció Filològica de l'Institut d'Estudis Catalans, així com de l'Academia das Ciências de Lisboa.
Entre altres guardons, el 1997 va rebre la Creu de Sant Jordi i el 2004 el Premi Internacional Ramon Llull, així com la Medalla Castelao de la Xunta de Galicia l'any 1988.

## Obres
- Repertorio metrico della lirica galego-portoghese (1967)
- Poesia catalana di protesta (1968)
- Preistoria e protostoria delle lingue ispaniche (1968)
- Raimon, canzoni contro (1971)
- Foix, Pere Quart, Espriu: tres maneres de fer poesia (1976)
- Methodologie et pratique de l'édition critique des textes littéraires contemporains (1985)
- A poesía lírica galego-portuguesa (1986, Galaxia)
- "Martin Codax, o seu cancioneiro e o pergaminho Vindel" en Ensaios portugueses, Imprensa Nacional-Casa da Moeda, Lisboa, 1988, pp. 267-285.
- A poesía de Airas Nunez (1992, Galaxia)
- Dicionário da Literatura medieval Galega e Portuguesa (1993), coordinadors Giulia Lanciani i G. Tavani.
- Breu història de la llengua catalana (1994)
- As cantigas de escarnio (1995), en col·laboració amb Giulia Lanciani.
- Per una història de la cultura catalana medieval (1996).

## Premis
- Premi Internacional Catalònia de l'Institut d'Estudis Catalans (1986)
- Premi de la Crítica de Galícia (1987)[4]
- Pedrón de Ouro
- Medalla Castelao (1988)
- Creu de Sant Jordi (1997)
- Premi Internacional Ramon Llull (2004)
- Premi Josep Maria Batista i Roca (2006)